# Élishama (fils d'Ammihoud)
Pour les articles homonymes, voir Elishama.
Élishama est un descendant d'Éphraïm fils de Joseph et d'Asnath. Il est le fils d'Ammihoud et le grand-père de Josué. Il est le chef de la tribu d'Éphraïm après l'Exode.

## La famille d'Élishama
Élishama est le fils d'Ammihoud et le père de Noun.

## Élishama et le recensement
Élishama aide Moïse pour effectuer le recensement dans le désert du Sinaï.

## Élishama chef d'armée
Élishama est le chef de l'armée de la tribu d'Éphraïm dans le désert du Sinaï.

## Élishama et l'inauguration de l'autel
Après la construction de l'autel dans le désert du Sinaï Élishama offre l'offrande pour son inauguration.

## Élishama et le départ du Sinaï
Élishama est le chef de l'armée de la tribu d'Éphraïm lors du départ du désert du Sinaï.

## La mort d'Élishama
Élishama meurt pendant l'Exode et n'entre pas au pays de Canaan. Son successeur est Qemouël prince et chef d'armée de la tribu d'Éphraïm, chargé de la répartition du pays de Canaan.

## Le moshav d'Elishama
Élishama a donné son nom au moshav d'Elishama.